# Eoneu yeoreumnal bam-e
Eoneu yeoreumnal bam-e (어느 여름날 밤에?; lett. "In una notte d'estate") è un film del 2016 diretto da Heon Kim.

## Trama
Nell'inverno del 2013, i due soldati dell'esercito nordcoreano Yong-joon e Jae-seong vengono sorpresi a fare sesso. Successivamente, Yong-joon decide di disertare e scappare in Corea del Sud. Due anni dopo, il giovane lavora come lavapiatti e ha una relazione con Tae-gyu, il quale accidentalmente ferisce ad un occhio un ragazzo. Il padre del ragazzo ricatta Yong-joon per estorcergli denaro e il giovane è costretto a prostituirsi per pagare. Nel frattempo giunge in Corea del Sud Jae-seong e questo pone Yong-joon nella difficile condizione di dover scegliere con chi vivere la sua storia d'amore.